# Droga nr 7078 (Izrael)
Droga lokalna nr 7078 (hebr. 7078 כביש) – jest drogą lokalną położoną w Dolnej Galilei, na północy Izraela. Biegnie ona z miasta Bet Sze’an do drogi nr 71, która pełni funkcję północnej obwodnicy miasta. Droga umożliwia również dotarcie do północnej strefy przemysłowej oraz wiosek rolniczych położonych w tej części Doliny Bet Sze’an.

## Przebieg
Droga nr 7078 przebiega przez Samorząd Regionu Emek ha-Majanot w Poddystrykcie Jezreel Dystryktu Północnego Izraela. Biegnie południkowo z południa na północ, od miasta Bet Sze’an do drogi nr 71, która pełni funkcję północnej obwodnicy miasta.

### Bet Sze’an
Swój początek bierze w mieście Bet Sze’an na skrzyżowaniu z drogę nr 6667, którą jadąc na wschód dojeżdża się do drogi nr 90 lub na południowy zachód do kibucu Mesillot. Natomiast droga nr 7078 jako ulica Szaul ha-Melech kieruje się na północ by opuścić miasto kierując się w północną część Doliny Bet Sze’an.

### Dolina Bet Sze’an
Droga nr 7078 wyjeżdża z Bet Sze’an w kierunku północnym i przejeżdża mostem nad rzeką Charod. Następnie zbliża się do podnóża płaskowyżu Ramot Jissachar, gdzie dociera do północnej strefy przemysłowej Bet Sze’an. Kończy swój bieg na skrzyżowaniu z drogą nr 71, która pełni funkcję północnej obwodnicy Bet Sze’an. Jadąc nią na wschód dojeżdża się do drogi nr 90, lub na zachód dojeżdża się do kibucu Sede Nachum i dalej miasta Afula.